# Hankook Tire
Hankook Tire & Technology eller Hankook er en sydkoreansk dækproducent med hovedkvarter i Seoul.
Hankook Tire blev etableret i 1941 som Chosun Tire Company og skiftede i 1968 navn til Hankook Tire Manufacturing.